# Любомир Димитров (инженер)
Любомир Василев Димитров е български електроинженер, доцент, преподавател в Технически университет – Варна.

## Биография
Любомир Василев Димитров е роден на 24 октомври 1944 г. в гр. Варна. Завършил е Технически университет – Варна , специалност „Електрически машини и апарати“ през 1969 г. До 1972 г. е работил като главен енергетик в Завода за обков ЗО „Метал“ – Варна. След успешно издържан конкурс през 1972 г.. е приет като редовен аспирант в Катедра „Електрически машини и апарати “ („ЕМА“.) а от 1 януари 1973 г. е назначен за асистент към същата катедра. Защищава научна степен „.кандидат на техническите науки“., по-настоящем доктор в Технически Университет – София през 1978 г. През 1983 г. е хабилитиран като доцент по Електрически машини към Технически Университет във Варна.От 1992 до 1995 г. е ръководител на катедра „ЕМА“. От 1995 г. до 1999 г. е декан на Електротехническия Факултет на Технически Университет – Варна. От 2003 г. до 2011 г. е Председател на Контролния Съвет на Технически Университет – Варна.
Доцент Любомир Димитров чете лекции и провежда упражнения по дисциплините: „Проектиране на електрически машини“, „Електрозадвижване“, „Диагностика и ремонт на електротехнически изделия“, „Системи за мониторинг и диагностика на електрически машини и трансформатори“, „Електромеханични устройства“. Ръководил е над 90 дипломанти, разработили дипломни работи по проектиране, изследване, мониторинг и диагностика на електрически машини и изследване на системи с електрозадвижване.
Доцент Любомир Димитров има научни статии в областта на проектирането, изследването и експлоатацията на електрическите машини и трансформаторите. Голяма част от публикациите му са посветени на диагностика на повредите в електрозадвижванията и възможностите за прогнозиране на евентуални повреди в електрическите двигатели. Доцент Любомир Димитров е един от организаторите на Първата в България Национална конференция по електрически машини (ЕЛМА), която е проведена през 1975 г. във Варна. Традицията е запазена и на всеки три години във Варна и в София се провеждат конференциите ЕЛМА – вече почти половин век. Във всички конференции до 2017 г. включително е участвал в Организационните комитети като модератор и автор.

### Учебници
В това число:
- Димитров Л. В., Раев Хр. П., Божинов Я. Мл., Неделчев Н. Др., Иванов В. В., Михайлов П . Д. – „Ръководство за лабораторни упражнения по електрически машини“, ТУ – Варна, 1989 г.
- Тодоровски Н., Димитров Л. В., Павлов В. Г. – „Ръководство за курсова работа по технология на електрически машини и апарати“, ТУ – Варна, 1991 г.
- Димитров Л. В., Неделчев Н. Др. – „Проектиране на електрически машини“ – ТУ-Варна, 1987 г.
- Димитров Л . В., – „Комплексни теми със ситуационни задачи за държавен изпит за образователно-квалификационна степен „бакалавър“, модул „Електромеханика“ Т.№№ 1, 2, 12, 21, ТУ – Варна, 2002 г.
- Димитров Л. В., Раев Хр .П. , Божинов Я. Мл., Йорданов Й. Д., Неделчев Н. Др., Михайлов П. Д., Иванов В.В. – „Изпитване на електрически машини“, ТУ–Варна, 2008 г., второ издание.
- Димитров Л. В., – „Ръководство по проектиране на електрически машини“, I част, ТУ – Варна, 2005 г.
- Димитров, Л. В., Раев, Хр. П. – „Електрически машини“ – I част – учебник, 2008 г. ТУ – Варна.
- Димитров, Л. В.; Кантурска, Ст. Г. – „ЕЛЕКТРОМЕХАНИЧНИ УСТРОЙСТВА“ – учебник – Колорпринт, 2008 г., Варна.
- Димитров Л. В., Йорданов Й., Славова Я., Щреблау. М. – „Ръководство за лабораторни упражнения по електрически машини“, ТУ – Варна, 2010 г.

### Други издания
- Dimitrov, L.V.; Zheleva Chr. – „Sortware Program intending firma for repairs of Induction Motors“ EIGHT INTERNATIONAL CONFERENCE ON ELECTRICAL MACHINES AND DRIVES 4 – 5 October 1996 ELMA 96 (p. 237 – 242)
- Димитров, Л. В., Кантурска С. Г., Наумов А. Н. „Проучване и анализ на отказите на електрически двигатели, монтирани на кораби от Български Морски Флот“, Морски научен форум ВВМУ „Н.Вапцаров“ – Варна, 2001 г., т. Електроника, електротехника и автоматика, стр. 402 – 409
- Димитров. Л. В., Кантурска С. Г. „Технико-икономическа оценка на ремонтната дейност на асинхронните двигатели“ Морски научен форум ВВМУ „Н. Вапцаров“ Варна , 2001 г. ,т. Електроника, електротехника и автоматика, стр. 410 – 417.[1]
- Димитров, Л. В., Кантурска С. Г. „Влияние на екцентрицитета на въздушната междина върху честотния спектър на статорния ток при явнополюсни синхронни машини“, Годишник на ТУ – Варна 2001 г., стр. 459 – 462.[1]
- Димитров, Л. В., Кантурска С. Г., Наумов А. Н. „Проучване и анализ на отказите на електрически двигатели, монтирани на кораби от Български Морски Флот“, Морски научен форум ВВМУ „Н. Вапцаров“ – Варна, 2001 г, т. Електроника, електротехника и автоматика, стр. 402 – 409[1]
- Димитров. Л, В., Кантурска С. Г. „Технико-икономическа оценка на ремонтната дейност на асинхронните двигатели“ Морски научен форум ВВМУ „Н. Вапцаров“ Варна , 2001 г. ,т. Електроника, електротехника и автоматика, стр. 410 – 417.
- Димитров Л, В., Кантурска С. Г. „Влияние на екцентрицитета на въздушната междина върху честотния спектър на статорния ток при явнополюсни синхронни машини“, Годишник на ТУ – Варна 2001 г., стр. 459 – 462 .
- Димитров. Л, В. „Изследване на точността при обработка на информацията от статорния ток в системи за непрекъсната диагностика на асинхронни двигатели“ Годишник на ТУ – Варна 2001 г, стр. 463 – 469
- Dimitrov, L. V., Kanturska S.G.EURODEEM – „Possibilities and chalenges“ Procc.of Tenth.31 – International Conference of Electrical Machines"ELMA 2002,p 37 – 40,Sofia,Bulgaria
- Dimitrov, L. V. „On-line system for diagnostics of induction motors“ Procc.of Tenth International Conference of Electrical Machines" ELMA 2002,p.60 – 64, Sofia, Bulgaria
- Dimitrov ,L. V, Kanturska S. G. „Comparison of different methods for identification of bearig faults in induction motors“ „ Procc.of Tenth International Conference of Electrical Machines“ ELMA 2002, p. 65 – 71, Sofia, Bulgaria
- Dimitrov, L. V.; Naumov, V Application of infrared thermography to Diagnose Electrical Machines,XI conferense on Electrical Machines, Drives and Power Systems; ELMA, 2005. Sofia S. p.p. 40 – 43.
- Dimitrov, L. V.; Getzov,G. A Software method of Stator Current Values Processing during induction Motor Rotor Fault Diagnosis, ELMA 2005,S, p.p. 248 – 252.
- Dimitrov, L. V.; Kanturska, St. G. – „Models of transient Processes During Operation and Faults in Autonomous Energy Systems,S.ELMA 2005;p.p.432 – 434
- Димитров, Л. В. Кантурска, Ст. Г. – „POWER LOGIC“ – система за мониторинг на електроенергийни съоръжения“ – сп. „Енергетика“ N бр. 5 2005 г. стр .44 – 47
- Dimitrov, L.V.; Chobanov, V. – „Diagnostics of Rotor Faults in Induction Motors,Working in Unrated Condition“ --PROCEEDINGS-IEEE INTERNATIONAL SPRING SEMINAR ON ELECTRONICS TECHNOLOGY 27-th ISSE 2004
- Димитров, Л. В. „Системи за on-line мониторинг и диагностика на турбогенератори“ сп. „Енергетика“ бр. 4 ,2006 г. стр. 60 – 67.[1]
- Димитров, Л. В. „Съвременни системи за мониторинг и диагностика на хидрогенератори“ сп. „Енергетика“ бр.1 – 2/2007 г. стр. 49 – 53.[1]
- Димитров, Л. В.; Кантурска, Ст. Г. – „Системи за непрекъснато и качествено електрозахранване“ сп. „Енергетика“ бр. 1/2008г. стр. 44 – 52.
- Dimitrov, L. V.; Kanturska, St. G. „Methods for Test and Analysis of Electrical Machines and Transformers Insulation“Procc.of Twelft International Conference on Electrical Machines, Drives and Power Systems, ELMA 2008, Sofia, p.p. 292 – 297[1]
- Dimitrov, L.V. „Technical and Economic Efficiency of Power Transformers On-Line Diagnostic System Utilization,Procc.of ELMA 2008 – Sofia, p.p. 202 – 206.
- Димитров, Л. В., Пенев Т. В., „Влияние на претоварването върху остатъчния експлоатационен срок на силовите трансформатори“, 13-та международна конференция по ел.машини, задвижвания и енергийни системи“ ЕЛМА 2011 (21 – 22.10). 2011 г. Варна
- Димитров, Л. Б., Кантурска Ст., Г. „Проблеми при проектиране и експлоатация на мълниезащитни уредби за ветрогенератори“, 13-та международна конференция по ел.машини, задвижвания и енергийни системи" ЕЛМА 2011 (21 – 22.октомври. 2011 г.) Варна.
- Dimitrov, L.V. „ELECTRICAL MACHINERY AND POWER TRANSFORMERS – TRENDS FOR THE DEVELOPMENT AND PRODUCTION; Сборник Доклади на Юбилейна научна международна конференция „50 години катедра ЕТЕТ“ 4-5-октомври 2013 г.“ (p.37 – 48)
- Dimitrov, L.V.; Kanturska, St.G. „Problems and Perspective of development of the Electrical Industry in Bulgaria“-Сборник Доклади на Юбилейна научна международна конференция „50 години катедра ЕТЕТ“ 4-5-октомври 2013 г.
- Ljubomir Dimitrov, Stefka Kanturska, Todor Penev (p.192 – 199) ASSESSMENT OF TECHNICAL STATE OF POWER TRANSFORMERS THROUGH CONTINUING OPERATION (p. 192 – 199) FOURTEENTH INTERNATIONAL CONFERENCE ON ELECTRICAL MACHINES, DRIVES AND POWER SYSTEMS 2 – 3 October 2015 Varna, BULGARIA
- Lyubomir Dimitrov, Stefka Kanturska „Features in the selection and operation of AC motors for electric propulsion system in ships“ – 2017 15th International Conference on Electrical Machines, Drives and Power Systems (ELMA) 1 – 3 June 2017, Technical University of Sofia, BULGARIA (p. 228 – 232)